# غاري فوربس
غاري فوربس (بالإنجليزية: Gary Forbes)‏ مواليد 25 فبراير 1985 في بنما، هو لاعب كرة سلة بنمي بدأ مسيرته الاحترافية في سنة 2008 ويحمل الرقم 6. يبلغ طوله 6 قدم 7 بوصة (2.0 م).

## فرق لعب لها
- أوكلاهوما سيتي ثاندر
- دنفر ناغتس
- تورونتو رابتورز

## إحصائيات المسيرة

### الموسم الاعتيادي
| السنة   | الفريق          | لعب | بدأ | دقيقة | ميداني% | ثلاثية | حرة  | ارتداد | صنع | استلاب | تصدي | نقطة |
| ------- | --------------- | --- | --- | ----- | ------- | ------ | ---- | ------ | --- | ------ | ---- | ---- |
| 2010–11 | دنفر ناغتس      | 63  | 11  | 12.6  | .454    | .328   | .678 | 1.8    | .8  | .4     | .1   | 5.2  |
| 2011–12 | تورونتو رابتورز | 48  | 2   | 14.9  | .413    | .349   | .725 | 2.1    | 1.1 | .5     | .1   | 6.6  |
| المسيرة | المسيرة         | 111 | 13  | 13.5  | .434    | .340   | .702 | 2.0    | .9  | .4     | .1   | 5.8  |

## روابط خارجية
- غاري فوربس على موقع الاتحاد الدولي لكرة السلة (الإنجليزية)
- غاري فوربس على موقع إن بي أي (الإنجليزية)
- غاري فوربس على موقع سبورتس رفرنس (الإنجليزية)
- غاري فوربس على موقع كرة السلة الأوروبية.كوم (الإنجليزية)
- غاري فوربس على موقع DraftExpress.com (الإنجليزية)
- غاري فوربس على موقع كلية كرة السلة في سبورتس رفرنس.كوم (الإنجليزية)
- غاري فوربس على موقع ريلجم (الإنجليزية)
- غاري فوربس على موقع بروبوليرز (الإنجليزية)
- غاري فوربس على موقع سبورتس رفرنس (الإنجليزية)
- غاري فوربس على موقع سبورتس رفرنس (الإنجليزية)